# Dancing
Le dancing (en français, salle de danse) dans son sens général est une salle pour danser. Depuis les premières années du XXe siècle jusqu'au début des années 1960, la salle de danse était le précurseur de la discothèque ou de la boîte de nuit. De nombreuses villes des États-Unis et d'Europe de l'Ouest avaient au moins une salle de danse. L'accompagnement musical était assuré par un orchestre, qui interprétait une gamme de musique allant de la musique de danse de salon à tempo strict au big band, au swing et au jazz.

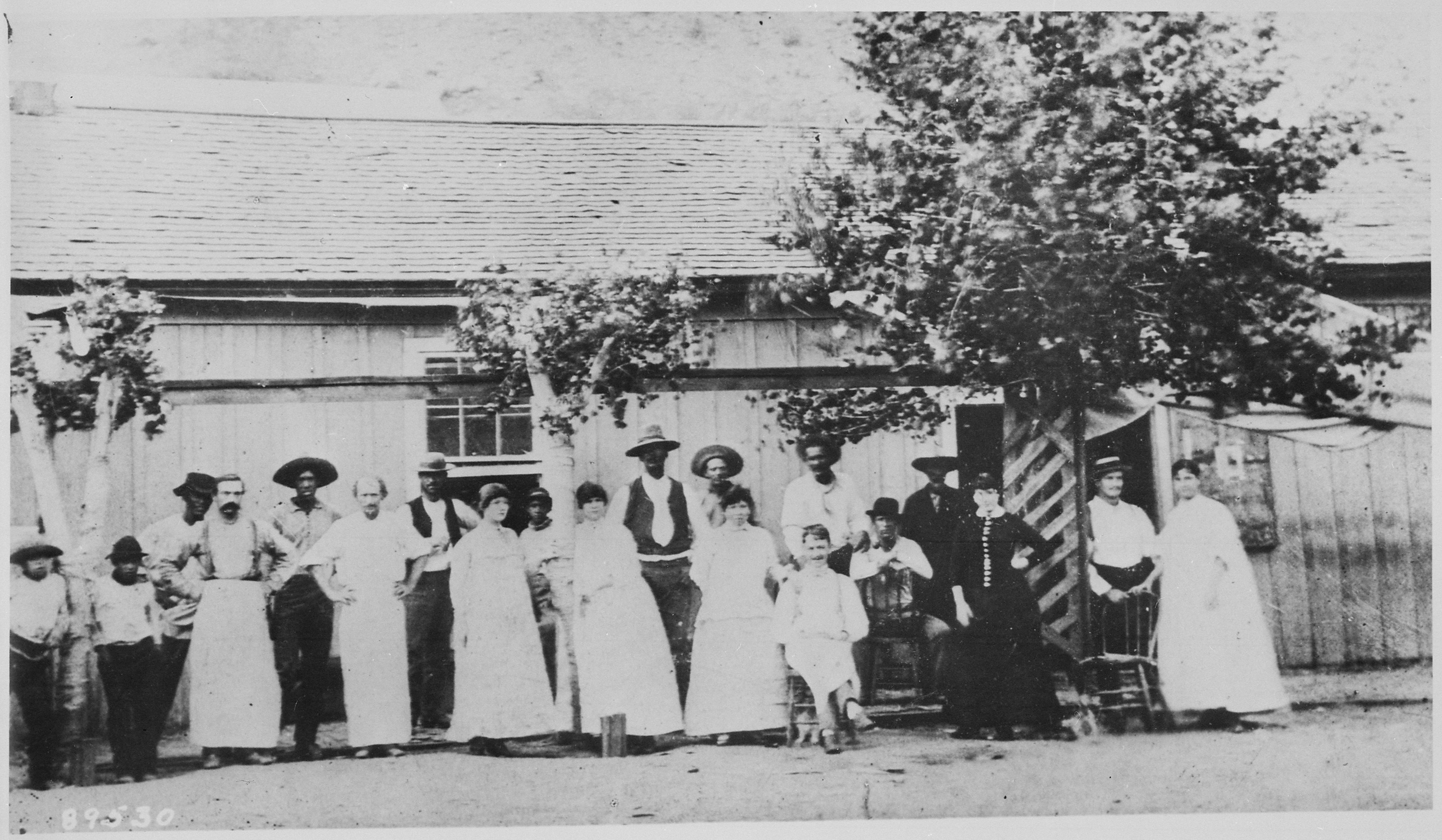
Les salles de danse étaient courantes dans le Far West. Cette photographie montre les clients et le personnel du Hovey's Dance Hall à Clifton, en Arizona, en 1884.

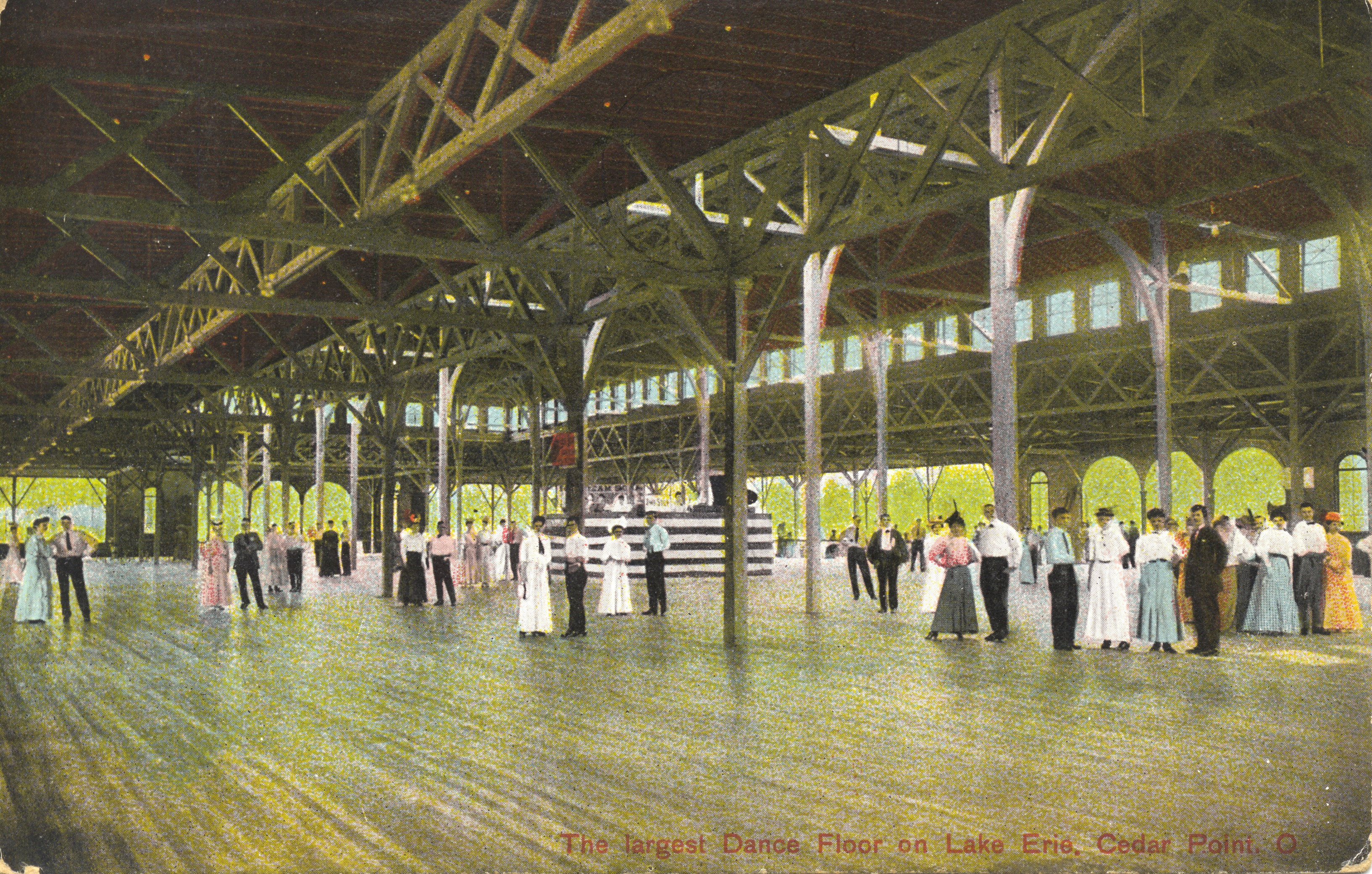
Une carte postale du début du 20e siècle, montrant le pavillon de danse sur Cedar Point, Ohio, construit en 1882, puis renommé comme « la plus grande piste de danse sur le lac Érié ».

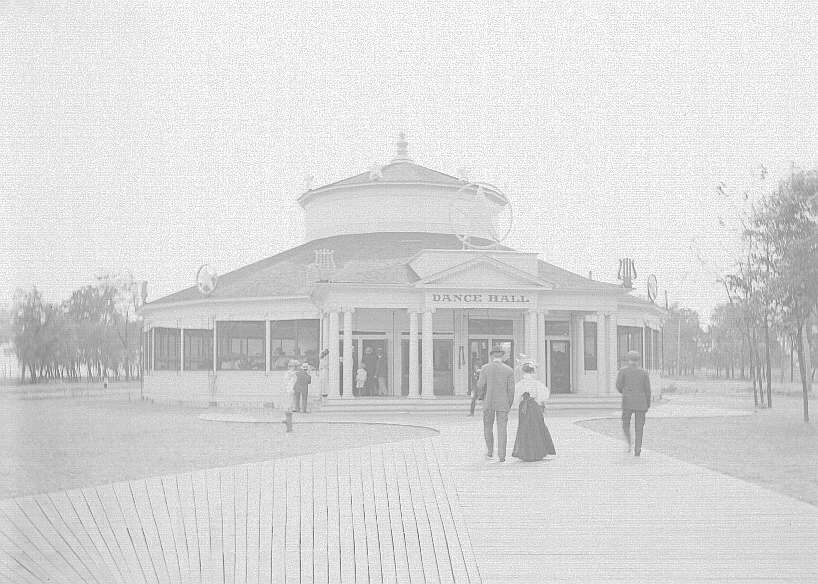
Salle de danse à Toledo Beach dans le Michigan, 1906

## Historique
Depuis les premières années du XXe siècle jusqu'au début des années 1960, la salle de danse était le précurseur de la discothèque ou de la boîte de nuit. De nombreuses villes des États-Unis et d'Europe de l'Ouest avaient au moins une salle de danse. L'accompagnement musical était assuré par un orchestre, qui interprétait une gamme de musique allant de la musique de danse de salon à tempo strict au big band, au swing et au jazz. L'un des musiciens de dancing les plus célèbres était Glenn Miller.
D'autres formes structurelles de salles de danse comprennent le pavillon de danse qui a un toit mais pas de murs, et la plate-forme en plein air qui n'a ni toit ni murs.
À partir du début des années 1930, The Savoy, une salle de danse, située dans le quartier noir de Harlem à New York, est le premier bâtiment non ségrégué aux États-Unis, pour le public et pour les musiciens : « Nous ne nous soucions pas de la couleur de votre peau. Tout ce que nous voulions savoir, c'était : Pouvez-vous danser ? ».
Les débuts du Rock 'n' roll se déroulent dans les salles de danse, jusqu'à ce qu'elles soient remplacées par les boîtes de nuit.

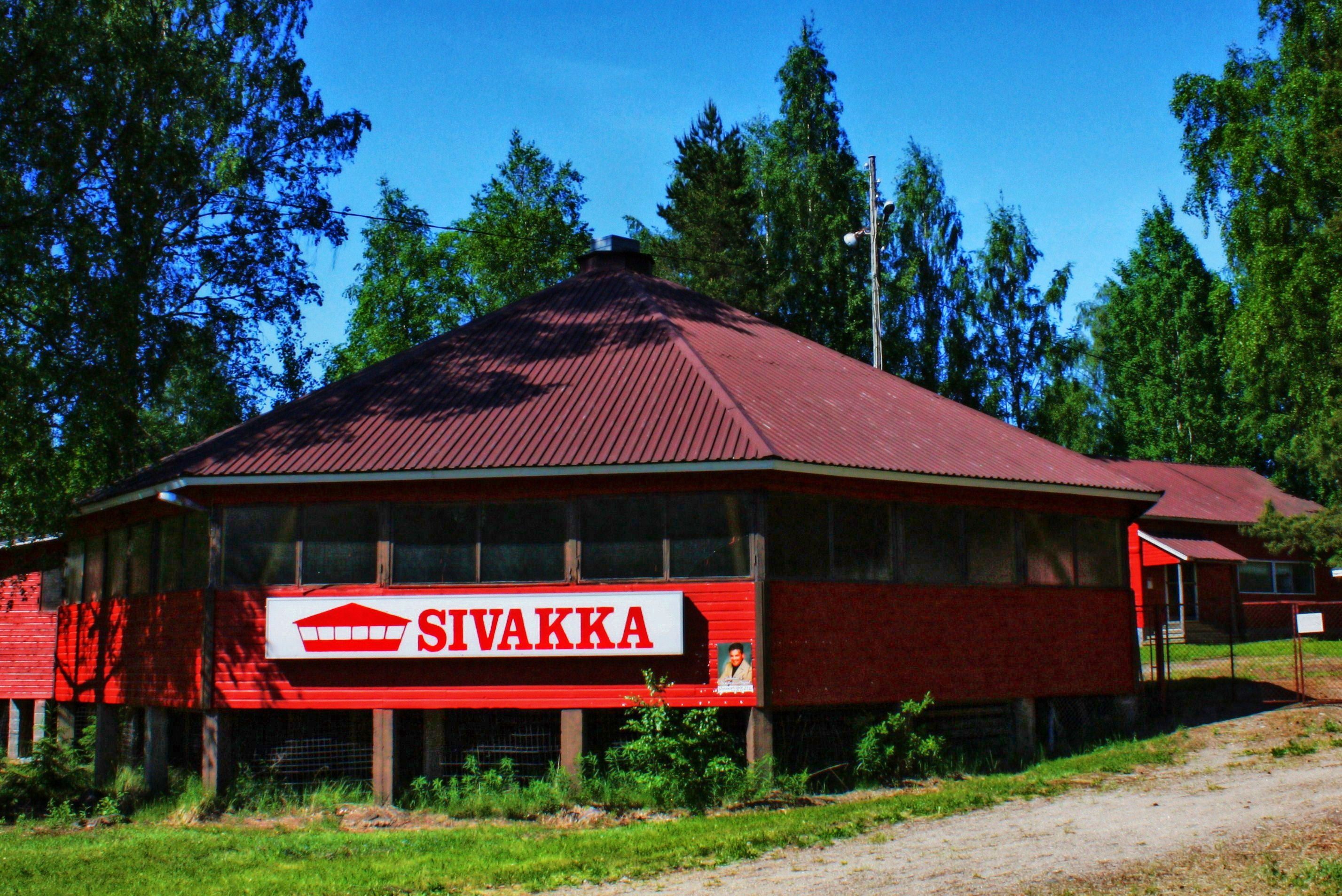
Un pavillon de danse à Sivakkavaara, Kaavi, Finlande ouvert depuis 1907,.

En Suède et en Finlande, les pavillons de danse en plein air étaient utilisés principalement en été, mais certains étaient également été construits pour être utilisés tout au long de l'année, surtout en Finlande.